# Не се тревожи, скъпа
„Не се тревожи, скъпа“ (на английски: Don't Worry Darling) е американски психологически трилър от 2022 г. на режисьора Оливия Уайлд, която също има поддържаща роля във филма. Сценарият е на Кейти Силбърман, която също пише сюжета със Кери и Шейн ван Дайк. Във филма участват Флорънс Пю, Хари Стайлс, Джема Чан, Кики Лейн, Ник Крол и Крис Пайн.
Премиерата на филма се състои в 79-ият филмов фестивал във Венеция на 5 септември 2022 г., и е пуснат в Съединените щати на 23 септември 2022 г. от „Уорнър Брос Пикчърс“. Филмът получава смесени отзиви от критиката, които похвалиха изпълнението на Пю и сценографията, но критикуваха сценария, изпълнението на Стайлс и режисурата на Уайлд.

## Актьорски състав
- Флорънс Пю – Алис, млада домакиня, и съпруга на Джак
- Хари Стайлс – Джак, съпругът на Алис, и работохолик
- Оливия Уайлд – Бъни, най-добрата приятелка на Алис
- Джема Чан – Шели, съпругата на Франк
- Кики Лейн – Маргарет
- Ник Крол – Бил
- Крис Пайн – Франк, съпругът на Шели
- Сидни Чандлър – Вайълет
- Кейт Берлант – Пег
- Асиф Али – Питър
- Дъглас Смит – Джон
- Тимъти Симънс – доктор Колинс
- Ариел Сташел – Кевин
- Сагар Суджата – Джеймс
- Марсело Джулиън Райс – Фред
- Мария Джъстис – Барбара

## Продукция
Снимките започват в Лос Анджелис на 20 октомври 2020 г. и приключват на 13 февруари 2021 г. Музиката към филма е композирана от Джон Пауъл.